# Іван Сухина
Іван Сухина (Сухиня) — кошовий отаман (незатверджений царською владою) Чорноморського козацького війська, полковник Бугогардівської паланки Війська Запорозького Низового та Задунайської Січі.

## Життєпис
Про місце і дату народження немає відомостей. 

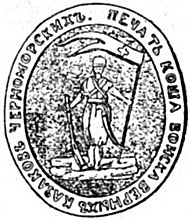
Печатка Чорноморських Козаків

Перша згадка про Івана Сухину датується 1764 роком, де вказується, що він у 1764—1767 роках був отаманом Васюринського куреня. Під час цього протистояв намаганням Єлизаветградського пікінерного полку зайняти запорозькі землі.
Брав участь у Російсько-турецькій війні (1768—1774), де відзначившись у битвах біля Очакова та дунайському поході. 
У 1773 році призначається полковником Бугогардівської паланки. Того ж року доставив у Кіш реєстр волохів козацької слободи Єкатерининського шанця, які погодилися прийняти владу Війська Запорозького Низового.
Виконуючи вказівки Коша, Іван Сухина слідкував за тим, щоб жодна хура не проїхала без сплати мита у Гарді. У 1774 році полковник порушив питання про курс єфимка (талера), бо козаки ввіреної йому паланки були невдоволені курсом, установленим Кошем. У 1774 році він обіймав посаду полкового осавула.
Вже після ліквідації Запорозької Січі, 16 квітня 1776 року Івана Сухину було викликано до суду, проте він не зміг бути на ньому присутнім. За це видано наказ конфіскувати його зимовник. Втім Сухина зібрав усе майно і худобу, спалив зимовник, й рушив до Очаківського степу, на Тилігул, а далі у Валахію, де бухарестський господар у 1777 році надав йому дозвіл осаджувати слободу. Тут у серпні 1778 році у Буго-Дністровському межиріччі Сухина брав участь у спробі відновлення Січі.
У 1786 році перебирається на Задунайську Січ. У 1787 році в лавах задунайського козацтва брав участь у російсько-турецькій війні 1787—1792 років на боці Османської імперії. У 1788 році перейшов на бік росіян. Був зарахований полковником до складу Війська вірних козаків, отримавши також загальновійськове звання армії секунд-майора. І. Сухина на якийсь час повернувся в Туреччину, виконуючи завдання з переводу інших запорожців до Росії. По поверненню очолював частини Чорноморської козацької флотилії. Сухина безпосередньо підпорядковувався контр-адміралу принцу Карлу Нассау-Зігену.
Після загибелі Сидора Білого 20 червня 1788 року, розгорнулося боротьба за отаманство між Захарієм Чепігою та Антіном Головатим. Поки йшов такий спір, козаки  обрали отаманом військового полковника Івана Сухину, але його затвердження царською владою не відбулося. 
Деякий час Сухина підписувався, як кошовий отаман, навіть надавав накази військовому полковнику Чепізі. Згодом була скликана рада військового кошу, де більшістю голосів кошовим отаманом був обраний Захарій Чепіга, якого князь Григорій Потьомкін затвердив у цьому званні 3 липня, підписавши спеціальний «Відкритий лист».
Незабаром І. Сухина подав рапорт про свою хворобу і залишив службу, а його місце зайняв полковий осавул Мокій Гулик. Про подальшу долю Сухини нічого невідомо.